# 醫神華佗
《醫神華佗》（英語：Incurable Traits）是香港電視廣播有限公司制作的古裝醫學劇集，共20集，監製蕭顯輝。
该劇于2017年10月16日在TVB經典台重播。

## 演員表
- 林文龍 飾 華佗
- 黃日華 飾 曹操
- 尹揚明 飾 關羽
- 伍詠薇 飾 張妙心，張仲景之大女，和華佗有婚約
- 丘凱敏 飾 蘭亭，曹操之乾女兒，亦為其殺父仇人
- 王偉 飾 張仲景，華佗之師
- 潘碧嫦 飾 李淑娟，張仲景之妻
- 江欣燕 飾 張蘭心，張仲景之二女
- 任港秀 飾 張蕙心，張仲景之三女
- 麥嘉倫 飾 張仲景大弟子
- 譚一清 飾 張仲景之管家
- 張英才 飾 華奕芝，華佗之父
- 羅蘭 飾 陳英，華佗之母
- 鍾麗淇 飾 華玉，華佗之妹
- 韋家雄 飾 樊珂，華佗之弟子
- 戴耀明 飾 吳普，華佗之弟子
- 鄭子誠 飾 李問，太醫
- 魯文傑 飾 李當之，李問之子
- 駱達華 飾 伍兆光，富家公子
- 孫季卿 飾 伍兆光之父
- 容錦昌 飾 關平，關羽之義子
- 鄭家生 飾 周倉，跟隨關羽多年
- 麥子雲 飾 禁，曹操將領
- 蔡國慶 飾 曹真
- 古明華 飾 曹仁
- 胡耀鋒 飾 曹沖，曹操之子，天資聰穎但身子弱
- 王偉樑 飾 漢獻帝
- 黃月明 飾 皇后
- 麥嘉倫 飾 太監
- 梁詠琳 飾 被誤診懷孕的未婚女子
- 蘇恩磁 飾 未婚女子之母
- 陳榮峻 飾 林鄉里
- 徐榮 飾 西域使節
- 邱萬城 飾 賣魚耀
- 黃振威 飾 曹操將軍
- 劉深宜 飾 曹操將領
- 劉志清 飾 曹操侍衛
- 鄧建邦 飾 曹操侍衛
- 何俊軒 飾 馬先鋒，曹操派往蜀軍的臥底
- 關　菁 飾 歐陽大人
- 廖麗麗 飾 歐陽大人之妻
- 黃梓瑋 飾 官太
- 李思倍 飾 官太
- 伍燕妮 飾 官太
- 曾健明 飾 官員
- 黎秀英 飾 媒人婆
- 凌　漢 飾 醫師
- 林偉雄 飾 醫學生
- 杜大偉 飾 醫學生
- 官仲銘 飾 醫學生
- 趙永洪 飾 醫學生
- 陳少邦 飾 醫學生
- 蔡家駿 飾 醫學生
- 梁遠祺 飾 醫學生
- 李中希 飾 醫學生
- 張鴻昌 飾 醫學生
- 許明志 飾 醫學生
- 湯俊明 飾 醫學生
- 林揚明 飾 醫學生
- 黃鎮威 飾 醫學生
- 呂幹文 飾 醫學生
- 嚴文軒 飾 醫學生
- 歐陽國璋 飾 醫學生
- 陳狄克 飾 苗族族長
- 游　飈 飾 苗族長老
- 張漢斌 飾 苗族長老
- 梁輝宗 飾 苗族長老
- 黃天鐸 飾 酒樓掌櫃
- 蒲茗藍 飾 關羽侍衛
- 區家煒 飾 關羽侍衛
- 邵卓堯 飾 死囚
- 譚權輝 飾 病人
- 陳瑞華 飾 病人
- 呂幹文 飾 獄卒
- 周家怡 飾 村民
- 楊證樺 飾 村民
- 黎秀英 飾 村民
- 邱萬城 飾 村民
- 馮瑞珍 飾 村民
- 魏惠文 飾 村民
- 黃煒林 飾 曹操守城官
- 嚴文軒 飾 關羽守城官
- 郭德信 飾 監斬官
- 許明志 飾 師爺
- 洪菁儀 飾 丫環
- 趙永洪 飾 雜役
- 楊　明 飾 雜役
- 蘇恩磁 飾 王大嬸，患血風疹
- 黃蘊妍 飾 婢女
- 蔣　克 飾 鍾正良，孫權使節
- 李　岡 飾 曹操將領
- 華忠南 飾 曹操將領
- 劉家聰 飾 曹操將領
- 李中希 飾 華佗侍從
- 林　峰 飾 關羽將領
- 陳鍵鋒 飾 關羽將領
- 許明志 飾 印刷工人
- 賀文傑 飾 印刷工人
- 鍾建文 飾 印刷工人
- 李家鼎 飾 富商
- 劉嘉龍 飾 年青大夫
- 陳中堅 飾 老郎中

## 歷史謬誤
劇中張仲景為華佗師傅,更比對方年紀大一段距離,實際上兩人的人生沒有交集,而華佗亦較張仲景早出生。

## 外部連結
《醫神華佗》myTV SUPER （页面存档备份，存于）